# شب در موزه (مجموعه‌فیلم)
شب در موزه (به انگلیسی: Night at the Museum) مجموعه‌ای از فیلم‌های کمدی-فانتزی آمریکایی که بر اساس کتاب کودکان سال ۱۹۹۳ به همین نام نوشته میلان ترنک به کارگردانی شاون لوی و نویسندگی رابرت بن گارانت و توماس لنون ساخته شده‌است. با بازی بن استیلر در نقش نگهبان شبانه موزه به نام لری دیلی، در سه فیلم اول همچنین گروهی از بازیگران رابین ویلیامز، اوون ویلسون، ریکی جرویز، استیو کوگان، پاتریک گلگر، رامی ملک، میزوئو پک، میکی رونی، بیل کوبس و دیک ون دایک بازی می‌کنند. قسمت چهارم به صورت پویانمایی در سال ۲۰۲۲ منتشر شد.

## فیلم‌ها
- شب در موزه (۲۰۰۶)
- شب در موزه: نبرد اسمیتسونین (۲۰۰۹)
- شب در موزه: راز مقبره (۲۰۱۴)
- شب در موزه: کامونرا دوباره برمی‌خیزد (۲۰۲۲)

## بازی ویدئویی
در سال ۲۰۰۹، یک بازی ویدئویی اکشن-ماجراجویی اقتباسی از فیلم به همین نام، توسعه یافت بن استیلر نقش خود را در این فیلم به عنوان صدای لری دیلی تکرار کرد.